# Festival international de jazz de Saint-Louis
La musique jazz, amenée par les soldats américains, au moment de la Seconde Guerre mondiale, a fait éclore toute une génération de jazzmen africains. Le festival international de Jazz de Saint-Louis a eu lieu pour la première fois en 1993, à l'ancien entrepôt des Peyrissac, actuelle agence de la Sonatel. Il succédait à une première version du festival organisée en 1991 et 1992 par Abdou Khadre Diallo, Badara Sarr, Aziz Seck, Laye Sarr et Khabane Thiam. La première édition se déroulait à la Chambre de Commerce où jouèrent deux groupes de Saint-Louis, puis en 1992 au Tennis Club où 2 groupes de Dakar les rejoignirent. 